# リジェ・JS P320
リジェ・JS P320は、リジェ・オートモーティブで製作された、ル・マン・プロトタイプ3（LMP3）マシンである。フランス西部自動車クラブ（ACO）のジェネレーション II LMP3規定を満たすように設計されており、旧型であるリジェ・JS P3にアップグレードキットを介して更新ができる。このマシンは、ヨーロピアンル・マン・シリーズやIMSA・プロトタイプチャレンジ、アジアン・ル・マン・シリーズなど、世界中のLMP3選手権に参加できるように設定されている。この車は2019年6月4日に発売され、最初に発表されたGen IILMP3 マシンだった。

## 開発の歴史

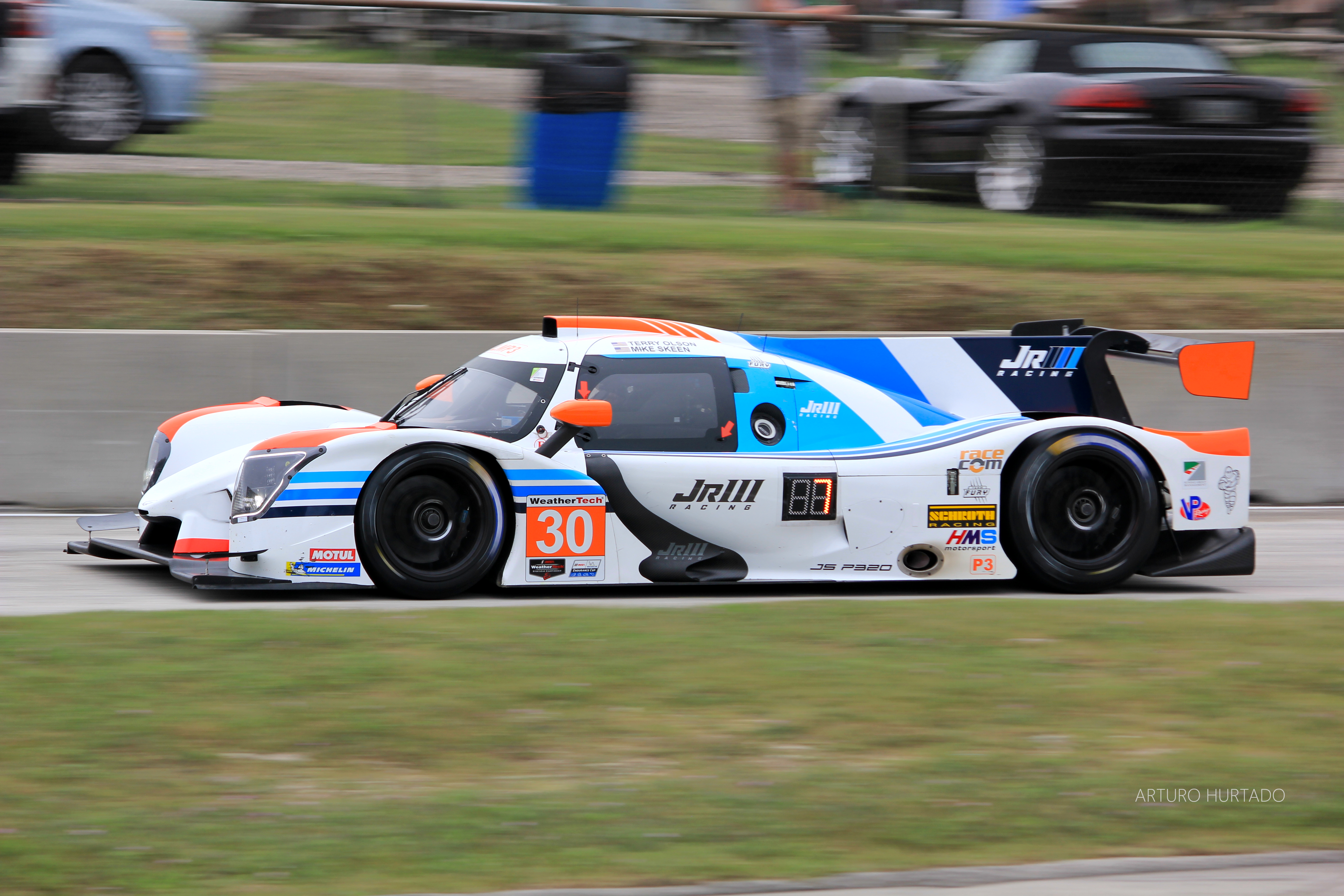
ロード・アメリカ（2021年）

2018年5月23日、ACOは2020年ジェネレーションⅡル・マン・プロトタイプ3（LMP3）規定の概要と、オンローク・オートモーティブ（現在のリジェ）、デュケーヌ・オートモーティブ（旧 ノルマ ）、アデス AG、ジネッタ・カーズの4メーカーのシャーシが新規定のホモロゲーションが認められたと発表した。2019年2月7日、ACOは第2世代LMP3規定を発表し、2021年までに完全に施行され、2020年から2024年までレースが行われる。
旧型であるリジェ・JS P3は、LMP3カーがサルト・サーキットでのレースを想定していなかったときにリリースされた。そのため、マシンはエアロダイナミクスにあまり重点を置いておらず、特にのちに発売されたLMP3マシン、ノルマ・M30に比べて最高速度が低くなっている。その為リジェの設計部門は、Exaコーポレーションと協力して、マシンのエアロダイナミクスを最適化し、すべてのサーキットで車が効率的に動くようにした。この車は、95％が新しいボディワークで、オーリンズ製ダンパー、改良した冷却システムを備えている。さらに新第2世代規定に従って、トラクションコントロールが導入され、運転席のヘッドレストとシート、およびザイロンのサイドパネルなどいくつかの安全関連の変更が加えられた。新エンジンである日産・VK56が導入され、35馬力パワーアップされた。発表に先立って、マニクール・サーキットで最初のシェイクダウンが行われた。